# José Enrique Gargallo Gil
José Enrique Gargallo Gil (La Pobla d'Arenós, 17 de maig de 1960) és un filòleg i lingüista valencià. Llicenciat en Filologia Hispànica i doctor en Filologia Romànica, ha estat professor titular de la Universitat de Barcelona des de 1988 a 2017 i catedràtic de Filologia Romànica a la mateixa universitat des d'aquell any. També és membre numerari de la Secció Filològica de l'Institut d'Estudis Catalans des de 2016, en el si de la qual dirigeix la digitalització de l’Onomàsticon cataloniae de Joan Coromines. Ha estat professor convidat a les universitats d'Illinois (1996), Sant Petersburg (1997), Sant José de Costa Rica (1998) i Grenoble (2004).
Les seves línies de recerca s'han centrat en la lingüística romànica, les àrees de frontera entre llengües romàniques i la paremiologia.
Va ser col·laborador del programa Para Todos La 2, on feia divulgació lingüística, etimològica i paremiològica.

## Obres destacades
- Guía de lingüística románica, Barcelona, PPU, 1989.
- Les llengües romàniques. Tot un món lingüístic fet de romanços, Barcelona, Empúries, 1994
- [Amb Maria-Reina Bastardas] Manual de lingüística románica, Barcelona, Ariel, 2007